# Mijlemeers
Mijlemeers of Mijlenmeers (Frans: Meylemeersch)  is een wijk in de Belgische gemeente Anderlecht, in het zuidwesten van het Brussels Hoofdstedelijk Gewest. De wijk ligt ten noorden van de Vogelzangbeek, die de grens vormt tussen Brussel en de Vlaamse gemeente Sint-Pieters-Leeuw.
In het oosten sluit de wijk aan op de wijk Vogelenzang.

## Geschiedenis
Op de Ferrariskaart uit de jaren 1770 is hier een landelijk gebied met wat bebouwing te zien. De Vandermaelenkaart uit het midden van de 19de eeuw toont hier het gehuchtje Meilemersch, in het noorden van de vallei van de Vogelenzangbeek.
De plaats bleef tot in de tweede helft van de 20ste eeuw landelijk, tot hier in de jaren 1970 onder meer de Campus Erasmus van de ULB (Université libre de Bruxelles) werd ingericht en in 1977 het Erasmusziekenhuis. Het gebied industrialiseerde zich nog verder de volgende decennia met bedrijfsgebouwen.

## Bezienswaardigheden

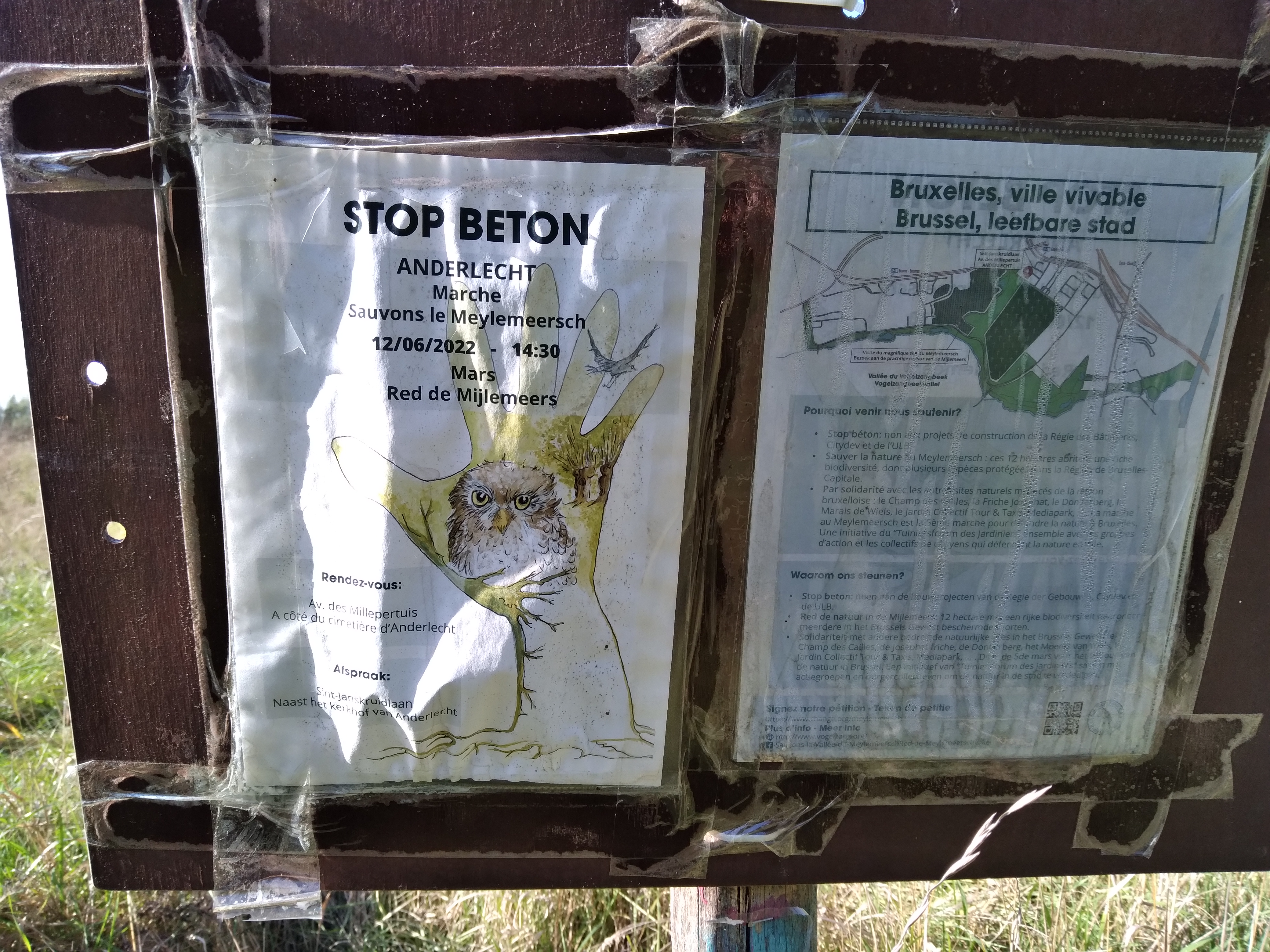
Affiche voor natuurbehoud

- Het natuurgebied Mijlenmeers van ongeveer 7 ha groot, in de vallei van de Vogelzangbeek.[1]
- Het Museum voor Geneeskunde op de ULB-campus Erasmus
- Het Museum voor Menselijke Anatomie en Embryologie in het Erasmusziekenhuis

## Diensten
- De Campus Erasmus van de ULB
- Het Erasmusziekenhuis

## Verkeer en vervoer
De wijk is bereikbaar via de B201 vanaf de Brusselse Ring R0, en via de N282 (Lennikse Baan) vanuit Brussel.
Bij de wijk ligt het metrostation Erasmus.
Aa · Biestebroek · Birmingham · Broek · Buffon · Dageraad (Aurore) · Goede Lucht (Bon Air) · Klein Eiland · Kuregem · Meir · Mijlemeers · Moortebeek · Neerpede · Peterbos · Poxcat · Het Rad · Scherdemaal · Scheut · Scheutveld · Veeweide · Vijverswijk · Vlazendaal · Vogelenzang · Waasbroek